# La pedicure
La pedicure (titolo originale: Le Pédicure) è una pittura a essenza su carta applicata su tela del pittore francese Edgar Degas, realizzata nel 1873 e conservata al Musée d'Orsay di Parigi.

## Descrizione
Il soggetto è anticipatorio delle opere che Degas dedicherà alla toeletta femminile. In quest'opera, infatti, il pittore sceglie di ritrarre una adolescente, appena uscita dalla tinozza nella quale ha fatto presumibilmente il bagno, mentre siede su un divano in un interno borghese coperta da un panno bianco che ne cela le nudità. Sullo stesso divano è poggiato il vestito poco prima dismesso. Si tratta di un dettaglio molto eloquente, in quanto Degas cerca volutamente di mantenere il soggetto entro i canoni della convenienza: è dunque ancora lontano da alcune soluzioni estreme della maturità, dove si cristallizza in lui il desiderio di smascherare in maniera impietosa la goffaggine e i limiti fisici dei corpi femminili.
Ciò malgrado si tratta di una tela elaborata in pieno accordo con i dettami realisti: Degas, infatti, fa dello spettatore il testimone involontario di una scena non destinata a occhi estranei, che proprio in virtù di questo motivo sembra essere spiata «dal buco della serratura», come lo stesso pittore amava spesso ripetere. A sinistra del dipinto, in ogni caso, troviamo un uomo dalla fronte calva che le sta facendo la pedicure, aiutato dalla giovane che appoggia un piede su una sedia inquadrata di schiena, anch'essa coperta da un lenzuolo bianco. In alto a sinistra, un mobile accoglie alcuni oggetti indispensabili per l'igiene della persona. Scegliendo un tema relativo alla cura e al trattamento estetico dei piedi, dunque, Degas risolve questa tranche de vie nella quiete domestica di un'abitazione borghese del tempo.
La pedicure, inoltre, testimonia il grandissimo eclettismo che ha animato l'intera vicenda pittorica di Degas, pronto sin dagli esordi a misurarsi con tecniche artistiche ben diverse. Mentre Monet, ad esempio, non abbandonò mai l'olio su tela, Degas saggiò diverse possibilità e in questo modo scoprì un supporto che gli era assolutamente congeniale, la carta, proprio come ne La pedicure.